# Gaotuo (köpinghuvudort i Kina, Liaoning Sheng, lat 41,13, long 122,66)
Gaotuo (kinesiska: 高坨, 高坨镇) är en köpinghuvudort i Kina. Den ligger i provinsen Liaoning, i den nordöstra delen av landet, omkring 96 kilometer sydväst om provinshuvudstaden Shenyang. Antalet invånare är 18 138. Befolkningen består av 8 773 kvinnor och 9 365 män. Barn under 15 år utgör 14,0 %, vuxna 15-64 år 76 %, och äldre över 65 år 8,0 %.
Runt Gaotuo är det tätbefolkat, med 442 invånare per kvadratkilometer. Närmaste större samhälle är Fu'an, 15,7 km öster om Gaotuo. Trakten runt Gaotuo består till största delen av jordbruksmark.
Genomsnittlig årsnederbörd är 929 millimeter. Den regnigaste månaden är juli, med i genomsnitt 237 mm nederbörd, och den torraste är januari, med 10 mm nederbörd.